# ودرو پلج، بسنسکی پتروک
ودرو پلج، بسنسکی پتروک (به لاتین: Vedro Polje, Bosanski Petrovac) یک زیستگاه انسانی در بوسنی و هرزگوین است که در Bosanski Petrovac واقع شده‌است.